# Craignure
Craignure (Creag an Iubhair in lingua gaelica scozzese) è una località della Scozia, situata nell'area di consiglio dell'Argyll e Bute.
La località si trova sull'isola di Mull.